# Arcturina cylindralis
Arcturina cylindralis is een pissebed uit de familie Arcturidae. De wetenschappelijke naam van de soort is voor het eerst geldig gepubliceerd in 1963 door Pillai.